# Języki adygejskie
| Północno-zachodniokaukaskie czerkieskie abchaski ubyski | Północno-wschodniokaukaskie wajnachskie awar-andi i cez dargińskie lakijski lezgińskie i chinalugijski |

Rozmieszczenie języków północnokaukaskich
Północno-zachodniokaukaskie
czerkieskie
abchaski
ubyski
Północno-wschodniokaukaskie
wajnachskie
awar-andi i cez
dargińskie
lakijski
lezgińskie i chinalugijski

Języki adygejskie (czerkieskie) – podgrupa dwóch języków abchasko-adygejskich, należących do rodziny języków północnokaukaskich. 

## Języki
- Język adygejski (czerkieski, kiachijski, dolnoczerkieski)
- Język kabardyjski (górnoczerkieski)